# Landtagswahlkreis Hohenmölsen – Weißenfels II
Der Wahlkreis Hohenmölsen – Weißenfels II war ein Landtagswahlkreis in Sachsen-Anhalt, welcher 1990 bei der Landtagswahl die Nummer 44 hatte. Der Wahlkreis umfasste damals den noch bestehenden  Kreis Hohenmölsen und vom damaligen Kreis Weißenfels die alle noch eigenständigen Gemeinden Borau, Burgwerben, Dehlitz (Saale), Granschütz, Gröben, Gröbitz, Großgörschen, Großkorbetha, Krauschwitz, Langendorf, Leißling, Lützen, Markwerben, Muschwitz, Nessa, Poserna, Prittitz, Reichardtswerben, Rippach, Röcken, Schkortleben, Sössen, Starsiedel, Tagewerben, Taucha, Trebnitz, Webau, Wengelsdorf, Werschen, Zembschen und Zorbau. Das Direktmandat gewann der CDU-Kandidat Gunter Schmidt. Bei der nächsten Landtagswahl ging der Wahlkreis im Wahlkreis Hohenmölsen-Weißenfels auf.

## Wahl 1990
Bei der Landtagswahl in Sachsen-Anhalt 1990 traten folgende Kandidaten an:
| Name                              | Partei         | Erststimmen | Zweitstimmen |
| --------------------------------- | -------------- | ----------- | ------------ |
| Gunter Schmidt                    | CDU            | 46,4 %      | 44,8 %       |
| Ullrich Henniger                  | PDS            | 10,7 %      | 11,2 %       |
| Joachim Teichert                  | SPD            | 21,0 %      | 22,8 %       |
| Kathrin Walther                   | FDP            | 10,7 %      | 12,8 %       |
| Kai Aghte                         | GRÜNE          | 3,1 %       | 3,6 %        |
| Johanna Krause                    | DFD            | 3,3 %       | 1,4 %        |
| Thomas Hartung                    | DBU            | 0,6 %       | 0,5 %        |
| Wilhelm Meier                     | DSU            | 1,6 %       | 1,6 %        |
| Hans-Jürgen Hanke                 | Einzelbewerber | 0,7 %       | -            |
| Oda Richter                       | Einzelbewerber | 2,0 %       | -            |
| -                                 | Sonstige       | -           | 1,3 %        |
| Wahlberechtigte: 38.757 Einwohner |                |             |              |
| Wahlbeteiligung: 69,3 %           |                |             |              |